# Lista de participações de Portugal nas Universíadas de Verão

## Universíadas de Verão
No quadro de alto rendimento do desporto atual, apresentam-se as Universíadas como um momento de elevada qualidade e nível desportivo, sendo fundamental a parceria entre todas as instituições e entidades envolvidas (IPDJ, COP e federações desportivas nacionais) para o sucesso da participação.[parcial?]
É notável, de edição para edição, o aumento exponencial da qualidade, tanto do evento, no que diz respeito à organização, como da desporto em si, que, neste momento, é visível na grande maioria das modalidades, atingindo já o grau de excelência máxima internacional.
A primeira edição das Universíadas data o ano de 1923, no entanto estas só começaram a ocorrer com regularidade a partir de 1959. No que toca às 20 últimas edições, estes jogos mundiais assistiram ao despoletar de grandes nomes do desporto mundial.
| Ano  | Evento                   | Local                      | Atleta            | Prova                                      | Classificação |
| ---- | ------------------------ | -------------------------- | ----------------- | ------------------------------------------ | ------------- |
| 1967 | 5ª Universíada de Verão  | Japão (Tóquio)             | Fernando Almada   | Judo (-80 kg)                              | Bronze        |
| 1985 | 13ª Universíada de Verão | Japão (Kobe)               | Alexandre Yokochi | Natação (200m bruços)                      | Prata         |
| 1987 | 14ª Universíada de Verão | Croácia (Zagreb)           | Alexandre Yokochi | Natação (200m bruços)                      | Ouro          |
| 1995 | 18ª Universíada de Verão | Japão (Fukuoka)            | Nuno Fernandes    | Atletismo (Salto à Vara)                   | Bronze        |
| 1997 | 19ª Universíada de Verão | Itália (Sicília)           | Carla Sacramento  | Atletismo (1500m)                          | Prata         |
| 1997 | 19ª Universíada de Verão | Itália (Sicília)           | António Travassos | Atletismo (1500m)                          | Bronze        |
| 1999 | 20ª Universíada de Verão | Espanha (Palma de Maiorca) | Pedro Soares      | Judo (-100 kg)                             | Ouro          |
| 1999 | 20ª Universíada de Verão | Espanha (Palma de Maiorca) | Ana Dias          | Atletismo (5000m)                          | Prata         |
| 1999 | 20ª Universíada de Verão | Espanha (Palma de Maiorca) | Michel Almeida    | Judo (-73 kg)                              | Bronze        |
| 2001 | 21ª Universíada de Verão | China (Pequim)             | Nédia Semedo      | Atletismo (800m)                           | Prata         |
| 2001 | 21ª Universíada de Verão | China (Pequim)             | Susana Feitor     | Atletismo (20 km Marcha)                   | Prata         |
| 2005 | 23ª Universíada de Verão | Turquia (Esmirna)          | Naide Gomes       | Atletismo (salto em comprimento)           | Prata         |
| 2005 | 23ª Universíada de Verão | Turquia (Esmirna)          | Vera Santos       | Atletismo (20 km Marcha)                   | Prata         |
| 2007 | 24ª Universíada de Verão | Tailândia (Banguecoque)    | Jéssica Augusto   | Atletismo (5000m)                          | Ouro          |
| 2007 | 24ª Universíada de Verão | Tailândia (Banguecoque)    | Luís Araújo       | Ginástica artística (salto sobre o cavalo) | Prata         |
| 2009 | 25ª Universíada de Verão | Sérvia (Belgrado)          | Nélson Évora      | Atletismo (triplo salto)                   | Ouro          |
| 2009 | 25ª Universíada de Verão | Sérvia (Belgrado)          | Sara Moreira      | Atletismo (5000m)                          | Ouro          |
| 2009 | 25ª Universíada de Verão | Sérvia (Belgrado)          | Sara Moreira      | Atletismo (3000m Obtáculos)                | Ouro          |
| 2009 | 25ª Universíada de Verão | Sérvia (Belgrado)          | Ana Cachola       | Judo (-64 kg)                              | Bronze        |
| 2009 | 25ª Universíada de Verão | Sérvia (Belgrado)          | Sónia Tavares     | Atletismo (100m)                           | Bronze        |
| 2011 | 26ª Universíada de Verão | China (Shenzhen)           | Nélson Évora      | Atletismo (triplo salto)                   | Ouro          |
| 2011 | 26ª Universíada de Verão | China (Shenzhen)           | Alberto Paulo     | Atletismo (3000m obstáculos)               | Ouro          |
| 2011 | 26ª Universíada de Verão | China (Shenzhen)           | Patrícia Mamona   | Atletismo (triplo salto)                   | Prata         |
| 2011 | 26ª Universíada de Verão | China (Shenzhen)           | Sara Moreira      | Atletismo (5000m)                          | Prata         |
| 2013 | 27ª Universíada de Verão | Rússia (Cazã)              | Fernado Pimenta   | Canoagem (K1 1000m)                        | Ouro          |
| 2013 | 27ª Universíada de Verão | Rússia (Cazã)              | Fernado Pimenta   | Canoagem (K1 500m)                         | Ouro          |
| 2013 | 27ª Universíada de Verão | Rússia (Cazã)              | André Alves       | Judo (-73 kg)                              | Bronze        |
| 2013 | 27ª Universíada de Verão | Rússia (Cazã)              | Marcos Chuva      | Atletismo (salto em comprimento)           | Bronze        |

|}

## Campeonatos do Mundo Universitários
Os Campeonatos do Mundo Universitários representam hoje, face à sua dimensão, qualidade desportiva do evento e resultados obtidos, um importante marco na participação desportiva universitária dos atletas estudantes nacionais.
Portugal destaca-se não só em termos de participação, como no que diz respeito às organizações destes eventos e os resultados conquistados pelos jovens portugueses.
| Ano  | Edição | Modalidade | Local                            | Atleta/Equipa                                 | Classificação |
| ---- | ------ | ---------- | -------------------------------- | --------------------------------------------- | ------------- |
| 1968 | 2ª     | Judo       | Portugal (Lisboa)                | Fernando Almada                               | Bronze        |
| 1988 | 1ª     | Equitação  | França (Saumur)                  | R. Pereira Coutinho                           | Prata         |
| 1990 | 7ª     | Corta-mato | Polónia (Poznań)                 | Mónica Gama                                   | Prata         |
| 1992 | 8ª     | Corta-mato | França (Dijon)                   | Vítor Almeida                                 | Prata         |
| 1996 | 13ª    | Judo       | Canadá (Jonquiére)               | Pedro Soares                                  | Bronze        |
| 1996 | 13ª    | Judo       | Canadá (Jonquiére)               | Guilherme Bentes                              | Silver        |
| 1998 | 14ª    | Judo       | Chéquia (Praga)                  | Guilherme Bentes                              | Ouro          |
| 1998 | 14ª    | Judo       | Chéquia (Praga)                  | Seleção Nacional Universitária Masculina      | Prata         |
| 1998 | 14ª    | Judo       | Chéquia (Praga)                  | Andreia Cavalleri                             | Bronze        |
| 1998 | 14ª    | Judo       | Chéquia (Praga)                  | Pedro Soares                                  | Bronze        |
| 1998 | 14ª    | Judo       | Chéquia (Praga)                  | Nuno Carvalho                                 | Bronze        |
| 1998 | 14ª    | Judo       | Chéquia (Praga)                  | Nuno Carvalho                                 | Bronze        |
| 1998 | 11ª    | Corta-mato | Inglaterra (Luton)               | Seleção Nacional Universitária Masculina      | Prata         |
| 2000 | 12ª    | Corta-mato | Alemanha (Jena)                  | Anália Rosa                                   | Ouro          |
| 2000 | 6ª     | Andebol    | Portugal (Guarda/Covilhã)        | Seleção Nacional Universitária Masculina      | Prata         |
| 2002 | 13ª    | Corta-mato | Espanha (Santiago de Compostela) | Inês Monteiro                                 | Bronze        |
| 2008 | 11ª    | Futsal     | Eslovénia (Koper)                | Seleção Nacional Universitária Masculina      | Ouro          |
| 2008 | 1ª     | Futsal     | Brasil (Vitória)                 | Seleção Nacional Universitária Feminina       | Prata         |
| 2010 | 17ª    | Corta-mato | Canadá (Kingston)                | Sara Moreira                                  | Ouro          |
| 2010 | 4ª     | Rugby 7s   | Portugal (Porto)                 | Seleção Nacional Universitária Masculina      | Ouro          |
| 2010 | 4ª     | Rugby 7s   | Portugal (Porto)                 | Seleção Nacional Universitária Feminina       | Bronze        |
| 2010 | 2ª     | Futsal     | Sérvia (Novi Sad)                | Seleção Nacional Universitária Feminina       | Prata         |
| 2010 | 11ª    | Taekwondo  | Espanha (Vigo)                   | Nuno Costa                                    | Bronze        |
| 2010 | 11ª    | Taekwondo  | Espanha (Vigo)                   | Eduardo Rodrigues                             | Bronze        |
| 2010 | 11ª    | Taekwondo  | Espanha (Vigo)                   | Ana Francisco e Tiago Francisco               | Bronze.       |
| 2010 | 11ª    | Taekwondo  | Espanha (Vigo)                   | Hugo Eiras, Ricardo Martins e Tiago Francisco | Bronze        |
| 2010 | 10ª    | Triatlo    | Espanha (Valência)               | Pedro Palma                                   | Bronze        |
| 2012 | 21ª    | Andebol    | Brasil (Blumenau)                | Seleção Nacional Universitária Masculina      | Prata         |
| 2012 | 18ª    | Corta-mato | Polónia (Lodz)                   | Seleção Nacional Universitária Masculina      | Prata         |
| 2012 | 3ª     | Futsal     | Portugal (Braga)                 | Seleção Nacional Universitária Feminina       | Bronze        |
| 2012 | 3ª     | Futsal     | Portugal (Braga)                 | Seleção Nacional Universitária Masculina      | Bronze        |

## Campeonatos Europeus Universitários[14]
Os Campeonatos Europeus Universitários não são mais do que a confirmação, através das melhores equipas e atletas apurados nos Campeonatos Nacionais Universitários, de que Portugal detém o estatuto de ser um dos principais países em termos de participação, desde a realização do primeiro Campeonato Europeu Universitário de Basquetebol, no nosso país, em 2000.
À semelhança dos Campeonatos Mundiais Universitários, Portugal sobressai por ser um dos líderes do ranking europeu em termos de participação, organizaçõe se resultados, num universo onde estão representados 45 países e participam mais de 3 000 estudantes atletas e centenas de Universidades europeias.
| Ano  | Edição | Modalidade            | Local                             | Clube    | Atleta/Equipa                             | Classificação |
| ---- | ------ | --------------------- | --------------------------------- | -------- | ----------------------------------------- | ------------- |
| 2001 | 1ª     | Basquetebol           | Portugal (Aveiro)                 | AEFMH    | Masculina                                 | Prata         |
| 2001 | 1ª     | Basquetebol           | Portugal (Aveiro)                 | AAUAv    | Feminina                                  | Bronze        |
| 2006 | 1ª     | Andebol               | França (Besancon)                 | AAUM     | Masculina                                 | Prata         |
| 2007 | 2ª     | Andebol               | Polónia (Lodz)                    | AAUM     | Masculina                                 | Bronze        |
| 2009 | 1ª     | Taekwondo             | Portugal (Braga)                  | AAUM     | Pedro Póvoa                               | Ouro          |
| 2009 | 1ª     | Taekwondo             | Portugal (Braga)                  | AAUM     | Ana Lopes                                 | Prata         |
| 2009 | 1ª     | Taekwondo             | Portugal (Braga)                  | AAUM     | Rui Bragança                              | Prata         |
| 2009 | 1ª     | Taekwondo             | Portugal (Braga)                  | AAUM     | Nuno Costa                                | Bronze        |
| 2009 | 1ª     | Taekwondo             | Portugal (Braga)                  | AAUM     | José Fernaandes                           | Bronze        |
| 2009 | 1ª     | Taekwondo             | Portugal (Braga)                  | AAUM     | Eduardo Rodrigues                         | Bronze        |
| 2009 | 1ª     | Taekwondo             | Portugal (Braga)                  | AAUTAD   | Suse Carvalho                             | Bronze        |
| 2009 | 1ª     | Taekwondo             | Portugal (Braga)                  | U.Porto  | Jéssica Teixeira                          | Bronze        |
| 2009 | 1ª     | Taekwondo             | Portugal (Braga)                  | U.Porto  | Elisabete Ribeiro                         | Bronze        |
| 2009 | 4ª     | Andebol               | Eslovénia (Ljubljana)             | AAUM     | Masculina                                 | Prata         |
| 2009 | 1ª     | Golfe                 | Portugal (Lagoa)                  | AAUM     | Michalina Valaskova                       | Bronze        |
| 2009 | 3ª     | Rugby 7s              | Inglaterra (Bristol)              | AAC      | Masculina                                 | Prata         |
| 2009 | 4ª     | Karaté                | Espanha (Córdova)                 | AAUM     | Paulo Gonçalves                           | Bronze        |
| 2009 | 4ª     | Golfe                 | Espanha (Córdova)                 | IIPorto  | Masculina combates                        | Bronze        |
| 2010 | 7ª     | Futsal                | Croácia (Zagreb)                  | AAC      | Feminina                                  | Ouro          |
| 2010 | 7ª     | Futsal                | Croácia (Zagreb)                  | AAUM     | Masculina                                 | Prata         |
| 2010 | 4ª     | Rugby 7s              | Espanha (Córdova)                 | AAC      | Masculina                                 | Ouro          |
| 2010 | 6ª     | Remo                  | Países Baixos (Amesterdão)        | AAC      | João Santos                               | Prata         |
| 2010 | 5ª     | Andebol               | Chipre (Nicósia)                  | AAUM     | Masculina                                 | Prata         |
| 2010 | 5ª     | Andebol               | Chipre (Nicósia)                  | U.Porto  | Feminina                                  | Bronze        |
| 2011 | 5ª     | Rugby 7s              | França (Lille)                    | AAC      | Feminina                                  | Ouro          |
| 2011 | 6ª     | Andebol               | Croácia (Rijeka)                  | AAUM     | Masculina                                 | Ouro          |
| 2011 | 2ª     | Taekwondo             | Portugal (Braga)                  | AAUM     | Rui Bragança                              | Ouro          |
| 2011 | 2ª     | Taekwondo             | Portugal (Braga)                  | AAUM     | Mário Silva                               | Ouro          |
| 2011 | 8ª     | Futsal                | Finlândia (Tampere)               | AAUBI    | Feminina                                  | Ouro          |
| 2011 | 8ª     | Futsal                | Finlândia (Tampere)               | AAUBI    | Feminina                                  | Prata         |
| 2011 | 8ª     | Futsal                | Finlândia (Tampere)               | AAC      | Feminina                                  | Bronze        |
| 2011 | 8ª     | Futsal                | Finlândia (Tampere)               | AAUM     | Masculina                                 | Bronze        |
| 2011 | 7ª     | Remo                  | Rússia (Moscovo)                  | AAC      | A. Sousa, D. Maia, J. Rodrigues e M. Pita | Prata         |
| 2011 | 7ª     | Remo                  | Rússia (Moscovo)                  | AAC      | João Santos                               | Bronze        |
| 2011 | 2ª     | Taekwondo             | Portugal (Braga)                  | AAUM     | Nuno Costa                                | Prata         |
| 2011 | 2ª     | Taekwondo             | Portugal (Braga)                  | AAUM     | Jean Michel Fernandes                     | Prata         |
| 2011 | 2ª     | Taekwondo             | Portugal (Braga)                  | AAUM     | Beatriz Fernandes                         | Bronze        |
| 2011 | 2ª     | Taekwondo             | Portugal (Braga)                  | AAUM     | Eduardo Rodrigues                         | Bronze        |
| 2011 | 2ª     | Taekwondo             | Portugal (Braga)                  | AAUM     | Miguel Rodrigues                          | Bronze        |
| 2011 | 2ª     | Taekwondo             | Portugal (Braga)                  | U.Porto  | Mário Alves                               | Bronze        |
| 2011 | 2ª     | Taekwondo             | Portugal (Braga)                  | AAUM     | Nélson Ribeiro                            | Bronze        |
| 2011 | 2ª     | Taekwondo             | Portugal (Braga)                  | AAUM     | Mário Andrade                             | Bronze        |
| 2011 | 1ª     | Judo                  | Bósnia e Herzegovina (Sarajevo)   | AAC      | Ana Sousa                                 | Bronze        |
| 2011 | 1ª     | Judo                  | Bósnia e Herzegovina (Sarajevo)   | AAC      | Jorge Alberto Fernandes                   | Bronze        |
| 2011 | 1ª     | Judo                  | Bósnia e Herzegovina (Sarajevo)   | AAC      | Philippe Reis                             | Bronze        |
| 2011 | 1ª     | Judo                  | Bósnia e Herzegovina (Sarajevo)   | NOVA     | Diogo Silva                               | Bronze        |
| 2011 | 1ª     | Judo                  | Bósnia e Herzegovina (Sarajevo)   | NOVA     | Marta Santos                              | Bronze        |
| 2011 | 11ª    | Voleibol              | Bósnia e Herzegovina (Kragujevac) | U.Porto  | Feminina                                  | Bronze        |
| 2011 | 11ª    | Voleibol de praia     | Espanha (Málaga)                  | IPP      | Fabrício Santos e Januário Silva          | Bronze        |
| 2012 | 1ª     | EUSA Games - Futsal   | Espanha (Córdova)                 | AAC      | Feminina                                  | Prata         |
| 2012 | 1ª     | EUSA Games - Futsal   | Espanha (Córdova)                 | AAUM     | Masculina                                 | Prata         |
| 2012 | 1ª     | EUSA Games - Rugby 7s | Espanha (Córdova)                 | AAC      | Feminina                                  | Prata         |
| 2012 | 1ª     | EUSA Games - Rugby 7s | Espanha (Córdova)                 | U.Porto  | Masculina                                 | Bronze        |
| 2012 | 1ª     | EUSA Games - Andebol  | Espanha (Córdova)                 | AAUM     | Masculina                                 | Bronze        |
| 2013 | 2ª     | Judo                  | Portugal (Coimbra)                | U.Lisboa | Joana Ramos                               | Ouro          |
| 2013 | 2ª     | Judo                  | Portugal (Coimbra)                | AAULHT   | Telma Monteiro                            | Ouro          |
| 2013 | 2ª     | Judo                  | Portugal (Coimbra)                | AAULHT   | João Crisóstomo                           | Ouro          |
| 2013 | 2ª     | Judo                  | Portugal (Coimbra)                | AAC      | Jorge Fernandes                           | Ouro          |
| 2013 | 2ª     | Judo                  | Portugal (Coimbra)                | NOVA     | Diogo Silva                               | Ouro          |
| 2013 | 2ª     | Judo                  | Portugal (Coimbra)                | AAC      | Hugo Ângelo                               | Prata         |
| 2013 | 2ª     | Judo                  | Portugal (Coimbra)                | AEISEG   | Sara Jorge                                | Bronze        |
| 2013 | 2ª     | Judo                  | Portugal (Coimbra)                | U.Lisboa | Dorin Paladi                              | Bronze        |
| 2013 | 2ª     | Judo                  | Portugal (Coimbra)                | NOVA     | Tomás Costa                               | Bronze        |
| 2013 | 9ª     | Voleibol de praia     | Portugal (Porto)                  | AEUFP    | Juliana Rosas e Tânia Oliveira            | Ouro          |
| 2013 | 7ª     | Andebol               | Polónia (Katowice)                | AAUM     | Masculina                                 | Ouro          |
| 2013 | 6ª     | Karaté                | Hungria (Budapeste)               | AEISEP   | André Vieira                              | Prata         |
| 2013 | 9ª     | Futsal                | Espanha (Málaga)                  | AAUM     | Feminina                                  | Prata         |
| 2013 | 6ª     | Rugby 7s              | Bulgária (Sófia)                  | AAC      | Feminina                                  | Prata         |
| 2013 | 9ª     | Badminton             | Suécia (Uppsala)                  | NOVA     | Catarina Cristina e Vânia Leça            | Bronze        |